# سوولاکی

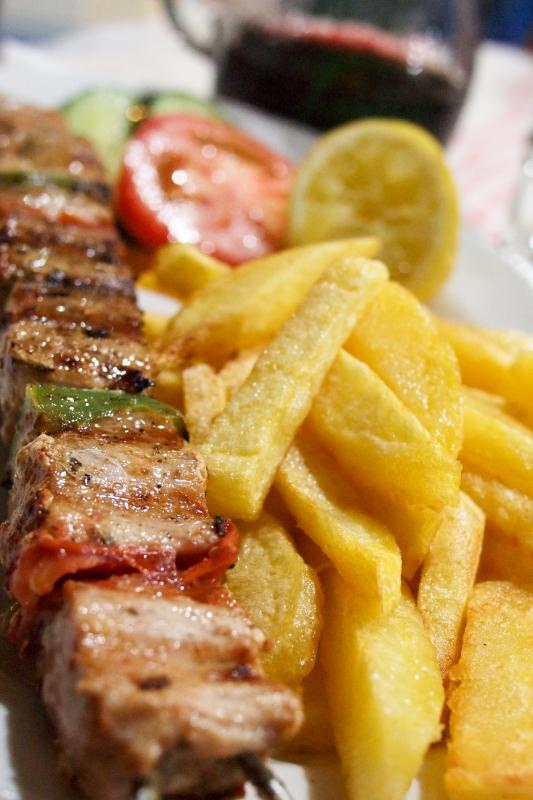
سوولاکی (به یونانی: Σουβλάκι) نوعی کباب فوری یونانی است که با گوشت‌های تکه‌ای و سبزیجات به وسیله سیخ و بر روی منقل درست می‌شود. این کباب با نان پیتا و مخلفات، انواع سس، سیب‌زمینی سرخ‌کرده و چاشنی‌های دیگر سرو می‌شود

سوولاکی (به یونانی: Σουβλάκι) نوعی کباب فوری یونانی است که با گوشت‌های تکه‌ای و سبزیجات به وسیله سیخ و بر روی منقل درست می‌شود. این کباب با نان پیتا و مخلفات، انواع سس، سیب‌زمینی سرخ‌کرده و چاشنی‌های دیگر سرو می‌شود. این غذا معمولاً در یونان و قبرس و دیگر کشورها برای جهانگردان تهیه می‌شود. برای تهیه این کباب از گوشت مرغ، گوشت شمشیر ماهی، گاو، خوک و گوسفند استفاده می‌کنند. سوولاکی در یونانی به معنای سیخ کوچک است.